# Figuerola de Meyá
Figuerola de Meià es una localidad española del municipio leridano de Camarasa, en la comunidad autónoma de Cataluña.

## Geografía
La localidad está situada al sur de La Baronia de Sant Oïsme, al norte de Alós y al este de Fontllonga. Pertenece a la provincia de Lérida, en la comunidad autónoma de Cataluña.

## Historia
Hacia 1847, la localidad, por entonces cabeza de un municipio independiente, contaba con una población de 76 habitantes. Aparece descrita en el octavo volumen del Diccionario geográfico-estadístico-histórico de España y sus posesiones de Ultramar de Pascual Madoz de la siguiente manera: 

FIGUEROLA DE MEYA: l. con ayunt. en la prov. de Lérida (8 leg.), part. jud. de Balaguer (5), aud. terr. y c. g. de Cataluña (Barcelona 25), priorato de Meyá (1 y 1/2). Está sit. en una llanura y circuido de los montes de Alos, Fontllonga y Perauba: la combaten los vientos de E. y N., y el clima algo frio, es propenso á enfermedades gástrico biliosas, tercianas y catarros. Tiene 50 casas y una ant. torre en el centro del pueblo: la igl. parr. (Sta. Eulalia de Mérida), está servida por un cura párroco de provision de S. M. y del ordinario en concurso general; son anejos de esta los pueblos de Oisme y las casas de la Masana. Confina el térm. N. San Oisme y Cabrera; E. Parauba; S. Alos, y O. Fontllonga y Lamasana: estan comprendidas en esta jurisd. las espresadas casas de la Masana, las de Maria de Antonet y las llamadas de la Maria del Sort; y en un pequeño cerro denominado la cuadra de Corniola, la ermita de San Juan de este nombre. El terreno parte llano y parte montuoso, tenaz y pedregoso, es en general árido y de inferior calidad: encontrándose en él por el lado S. los montes de Alos y Lamasana, y al N. á la vertiente del Monsech el llamado Cabrera, uno y otros poblados de matorrales, encinas y robles. caminos: se encuentran los que dirigen á la parte de Ager y pueblos limítrofes, transitables: el correo lo reciben los interesados de la cartería de Villanueva de Meyá, por espreso, los lunes, miércoles y sábados, y sale los martes, viernes y domingos. prod.: trigo, centeno, patatas, vino y aceite; se cria ganado vacuno, lanar y de cerda; hay caza de conejos, perdices y liebres. ind.: un molino aceitero. pobl.: 13 vec, 76 alm. cap. imp.: 31,276 rs. contr. el 14'28 por 100 de esta riqueza. presupuesto municipal: 590 rs. que se cubren por reparto vecinal.
(Madoz, 1847, pp. 95-96)

En 1857 el municipio de Figuerola de Meyá fue absorbido por el Fontllonga, que en 1970 se fusionó a su vez con Camarasa. En 2021, la entidad singular de población tenía 5 habitantes censados y el núcleo de población 3 habitantes.